# 앞밖에 보지 않아
〈앞밖에 보지 않아〉(前しか向かねえ 마에시카무카네[*])는 AKB48의 35번째 싱글이다.

## 개요
전작 〈플라타너스 나무가 서 있는 길에서 「네 미소가 꿈에 나왔어」라고 말해버린다면 우리들의 관계는 어떻게 변하는 걸까, 나 나름대로 며칠이고 생각해본 후의 조금 부끄러운 결론처럼〉으로부터 약 2개월 만으로, 2014년 1번째 싱글이다. Type-A, Type-B, Type-C, 극장반의 4가지 형태로 발매된다.
캐치프레이즈는 〈추억은 버리고 가!〉이다.
CD 자켓에 쓰여 있는 글자는 서도가·타케다 소운, 아트 디렉션은 크리에이터·히라노 테츠오, 카메라는 타케나카 케이주가 담당했다.

## 수록곡

### Type-A
자켓 사진 (표지):오오시마 유코·카와에이 리나·시마자키 하루카·타카하시 미나미·마츠이 쥬리나·미네기시 미나미·요코야마 유이·와타나베 미유키
자켓 사진 (뒷면):야마모토 사야카
CD
1. 前しか向かねえ / 앞밖에 보지 않아
(작사: 아키모토 야스시 / 작곡: 코죠 야스유키 / 편곡: 이타가키 유스케)
2. 昨日よりもっと好き / 어제보다 더 좋아해 - Smiling Lions
(작사: 아키모토 야스시 / 작곡·편곡: 와카타베 마코토)
3. 君の嘘を知っていた / 네 거짓말을 알고 있었어 - Beauty Giraffes
(작사: 아키모토 야스시 / 작곡·편곡: 사사키 유)
4. 前しか向かねえ off vocal ver.
5. 昨日よりもっと好き off vocal ver.
6. 君の嘘を知っていた off vocal ver.

DVD
1. 前しか向かねえ
2. 前しか向かねえ -Dance ver.-
3. 昨日よりもっと好き
4. 君の嘘を知っていた
5. 나카마리 채널

### Type-B
자켓 사진 (표지):카시와기 유키·코지마 하루나·코지마 마코·사시하라 리노·스다 아카리·마츠이 쥬리나·야마모토 사야카·와타나베 마유
자켓 사진 (뒷면):야마모토 사야카
CD
1. 前しか向かねえ / 앞밖에 보지 않아
2. 昨日よりもっと好き / 어제보다 더 좋아해 - Smiling Lions
3. 秘密のダイアリー / 비밀 다이어리 - Baby Elephants
(작사: 아키모토 야스시 / 작곡·편곡: 사사키 유)
4. 前しか向かねえ off vocal ver.
5. 昨日よりもっと好き off vocal ver.
6. 秘密のダイアリー off vocal ver.

DVD
1. 前しか向かねえ
2. 前しか向かねえ -Dance ver.-
3. 昨日よりもっと好き
4. 秘密のダイアリー
5. 히라타 리나 런던 리포트

### Type-C
자켓 사진 (표지):오오시마 유코
자켓 사진 (뒷면):야마모토 사야카
CD
1. 前しか向かねえ / 앞밖에 보지 않아
2. 昨日よりもっと好き / 어제보다 더 좋아해 - Smiling Lions
3. KONJO - Talking Chimpanzees
(작사: 아키모토 야스시 / 작곡: 아와즈 아키라 / 편곡: 노나카 “마사” 유이치)
4. 前しか向かねえ off vocal ver.
5. 昨日よりもっと好き off vocal ver.
6. KONJO off vocal ver.

DVD
1. 前しか向かねえ
2. 前しか向かねえ -Dance ver.-
3. 昨日よりもっと好き
4. KONJO
5. 텐토우무Chu! in 하와이

### 극장반
자켓 사진 (표지):〈앞밖에 보지 않아〉 선발 멤버 16명
자켓 사진 (뒷면):야마모토 사야카
CD
1. 前しか向かねえ / 앞밖에 보지 않아
2. 昨日よりもっと好き / 어제보다 더 좋아해 - Smiling Lions
3. 恋とか… / 사랑이라든가…
(작사: 아키모토 야스시 / 작곡·편곡: 와카타베 마코토)
4. 前しか向かねえ off vocal ver.
5. 昨日よりもっと好き off vocal ver.
6. 恋とか… off vocal ver.

## 선발 멤버
소속 팀은 발매일 시점

### 앞밖에 보지 않아
(센터:오오시마 유코)
- AKB48:카와에이 리나, 타카하시 미나미, 요코야마 유이, 와타나베 마유, 오오시마 유코, SKE48:마츠이 쥬리나, 카시와기 유키, 코지마 하루나, 시마자키 하루카, NMB48:와타나베 미유키, 코지마 마코, 미네기시 미나미, SKE48:스다 아카리, SKE48:마츠이 레나, NMB48:야마모토 사야카, HKT48 / HKT48 극장 지배인:사시하라 리노

### 어제보다 더 좋아해
〈Smiling Lions〉 명의
(센터:오오와다 나나)
- AKB48: 이리야마 안나, NMB48:야구라 후코, HKT48:코다마 하루카, 카토 레나, 오카다 나나, 니시노 미키, 오오와다 나나, SKE48:키자키 유리아, SKE48:키모토 카논, SKE48:키타가와 료하, NMB48:시로마 미루, NMB48:야부시타 슈, NMB48:시부야 나기사, HKT48:미야와키 사쿠라, HKT48:타시마 메루, HKT48:토모나가 미오

### 네 거짓말을 알고 있었어
〈Beauty Giraffes〉 명의
(센터:나가오 마리야)
- AKB48:키쿠치 아야카, 사토 스미레, 아베 마리아, 키타하라 리에, 쿠라모치 아스카, 스즈키 시호리, 나가오 마리야, 후지타 나나, 마에다 아미, 무토 토무, SKE48:후루하타 나오, JKT48:노자와 레나, 후지에 레이나, JKT48:다카죠 아키, 마에다 미츠키, 모기 시노부, NMB48:죠니시 케이, NMB48:요시다 아카리, HKT48:마츠오카 나츠미, HKT48:모리야스 마도카

### 비밀 다이어리
〈Baby Elephants〉 명의
(센터:다카하시 쥬리)
- AKB48:오오시마 료카, 코바야시 마리나, 사사키 유카리, 다카하시 쥬리, 타노 유카, [[오오

모리 미유]], 다케우치 미유, NMB48:이치카와 미오리, 아이가사 모에, 시노자키 아야나, 무라야마 유이리, 무카이치 미온, SKE48: 아즈마 리온, SKE48:야마다 미즈호, NMB48:콘도 리나, NMB48:오오타 유리, HKT48:아나이 치히로, HKT48:오오타 아이카, HKT48:모토무라 아오이, HKT48:아키요시 유카, HKT48:야부키 나코

### KONJO
〈Talking Chimpanzees〉 명의
(센터:나카무라 마리코)
- AKB48:이와타 카렌, 시마다 하루카, 이와사 미사키, 우메다 아야카, 오오야 시즈카, 나카무라 마리코, 야마우치 스즈란, SKE48: 오오바 미나, 이와타테 사호, 타카시마 유리나, SKE48:시바타 아야, SKE48:타카야나기 아카네, SKE48:후루카와 아이리, SKE48:마츠무라 카오리, NMB48:오가사와라 마유, NMB48:코타니 리호, NMB48:야마다 나나, HKT48: 나카니시 치요리, HKT48:무라시게 안나, HKT48:오카다 칸나, HKT48:타니 마리카

### 사랑이라든가…
- AKB48:이즈타 리나, 마츠이 사키코, 모리카와 아야카, SNH48:스즈키 마리야, 우치다 마유미, 코바야시 카나, 치카노 리나, 나카타 치사토, 미야자키 미호, 이시다 하루카, 카타야마 하루카, 코지마 나츠키, 타나베 미쿠, 나토리 와카나, 노나카 미사토, 우치야마 나츠키, 우메타 아야노, 오카다 아야카, 키타자와 사키, 하시모토 히카리, 이치카와 마나미, 오오카와 리오, 코미야마 하루카, 사토 키아라, 타츠야 마키호, 츠치야스 미즈키, 후쿠오카 세이나, 유모토 아미

## 발매일
| 국가     | 날짜             | 포맷                    | 레이블                           |
| -------- | ---------------- | ----------------------- | -------------------------------- |
| 일본     | 2014년 2월 26일  | CD+DVD, CD, 디지털 음원 | You, Be Cool!                    |
| 대한민국 | 2018년 12월 14일 | 디지털 음원             | 지니 뮤직, 스톤뮤직 엔터테인먼트 |

## JKT48 버전
〈Hanya Lihat ke Depan -Mae Shika Mukanee- 하냐 리핫 크 드판 -마메 시카 무카네-[*]〉는 AKB48의 자매 그룹인 JKT48의 열세 번째 싱글로 Hits Records에서 2016년 6월 1일에 발매되었다.
가사는 전체가 인도네이아어로 번역된 것이다. 싱글 발매 앞서 “JKT48 13th 싱글 선발 총선거”를 진행했으며, 타이틀곡은 총선거에서 상위 16위까지 들어간 멤버가 부르고 있다. 타이틀 곡의 센터 포지션은 제시카 베란다이다. 또, 영어로 커버한 버전도 수록되어 있다.
CD는 일반판, Music Card의 두 종류로 발매됐다.

### 수록 내용
CD
| #  | 제목                                                      | 재생 시간 |
| -- | --------------------------------------------------------- | --------- |
| 1. | 〈Hanya Lihat ke Depan -Mae Shika Mukanee-〉              |           |
| 2. | 〈Tidak Boleh Pelukan -Dakishimecha Ikenai-〉 (언더 걸즈) |           |
| 3. | 〈Cinta Tak Berbalas Finally -Kataomoi Finally-〉         |           |
| 4. | 〈Beloklah ke Kanan -Migi He Magare-〉                    |           |
| 5. | 〈Larilah! Penguin -Hashire! Penguin-〉                   |           |
| 6. | 〈Always Looking Straight Ahead -English Version-〉       |           |

DVD
| #  | 제목                                                      | 재생 시간 |
| -- | --------------------------------------------------------- | --------- |
| 1. | 〈Hanya Lihat ke Depan -Mae Shika Mukanee- Music Video〉  |           |
| 2. | 〈Tidak Boleh Pelukan -Dakishimecha Ikenai- Music Video〉 |           |

## AKB48 Team TP 버전
《용왕매진》(중국어: 勇往直前, 병음: yǒngwǎngzhíqián 융왕즈첸[*], 한자음: 용왕직전)은 AKB48의 자매 그룹인 AKB48 Team TP의 데뷔 싱글로 엔조이 레코드에서 2018년 12월 25일에 발매되었다. A판과 B판의 두 형태로 발매됐다.

### 수록 내용
CD
| #  | 제목                          | 재생 시간 |
| -- | ----------------------------- | --------- |
| 1. | 〈勇往直前 / 용왕매진〉       |           |
| 2. | 〈櫻花瓣 / 벚꽃잎〉           |           |
| 3. | 〈勇往直前〉 (off vocal ver.) |           |
| 4. | 〈櫻花瓣〉 (off vocal ver.)   |           |

DVD
| #  | 제목                             | 재생 시간 |
| -- | -------------------------------- | --------- |
| 1. | 〈首波主打「勇往直前」完整版MV〉 |           |